# Nikolaj Fjodorovič Pogodin
Nikolaj Fjodorovič Pogodin (16. listopadu 1900, Gondorovskaja na Donu – 19. září 1962, Moskva) byl sovětský dramatik.

## Dílo
Jeho díla byla považována za vzor, hrála se ve všech socialistických zemích
- Kremelský orloj[2] – psáno v průběhu druhé světové války, v díle vystupuje Vladimír Iljič Lenin – jako organizátor nového života v Rusku. Nejvýrazněji zde můžeme pozorovat plán elektrifikace Ruska, právě z tohoto díla se odvíjely elektrifikační díla a následně i další snahy o elektrifikaci.
- Třetí patetická
- Aristokrati[3]
- Jantarový náhrdelník
- Muž s puškou